# Südhemmern
Südhemmern ist ein Ortsteil der Gemeinde Hille im Kreis Minden-Lübbecke in Ostwestfalen.
Er liegt im Wesentlichen nördlich des Mittellandkanals und nördlich des Wiehengebirges. Im Osten grenzt Südhemmern an den Ortsteil Hartum, im Norden an Nordhemmern, im Westen an Hille und im Süden an den Ortsteil Unterlübbe.

## Geschichte
Erstmals wird Südhemmern 1033 urkundlich erwähnt. Südhemmern gehörte bis zu den Napoleonischen Kriegen zur Vogtei Börde im Amt Petershagen des Fürstentums Minden. Von 1807 bis 1810 gehörte Südhemmern zum Kanton Hille des napoleonischen Satellitenstaats Königreich Westphalen. Von 1811 bis 1813 gehörte der Ort unmittelbar zu Frankreich und dort zur Mairie Hille im Arrondissement Minden des Departements der Oberen Ems. Südhemmern fiel 1813 wieder an Preußen und kam 1816 zum neuen Kreis Minden. Im Kreis Minden gehörte die Gemeinde zum Amt Hartum. 
Bevor die Gemeinde Südhemmern bei der kommunalen Neugliederung am 1. Januar 1973 Teil der Gemeinde Hille wurde, hatte sie eine Fläche von 7,61 km² sowie 1086 Einwohner (31. Dezember 1972). Am 31. Dezember 2020 hatte Südhemmern 1153 Einwohner.

## Politik

### Ortsvorsteher
Die Bevölkerung von Südhemmern wird gegenüber Rat und Verwaltung der Gemeinde Hille seit 1973 durch einen Ortsvorsteher vertreten, der aufgrund des Wahlergebnisses vom Rat der Gemeinde Hille gewählt wird. Zurzeit (2014) ist Rolf Tiemann Ortsvorsteher.

## Persönlichkeiten
- Ludwig Conrad Meyer (* 7. Februar 1800 in Südhemmern; † 13. Juni 1877 ebenda), Landwirt und Politiker

## Sehenswürdigkeiten

### Windmühle Südhemmern
Der Wallholländer soll nach einer Inschrift im Jahre 1880 erbaut worden sein. Der stark konische, an der Wetterseite verputzte, Mühlenturm aus Backsteinen ist von weither zu sehen. Diese Mühle wurde als erste im Rahmen des Kreismühlenerhaltungsprogramms renoviert. Bereits 1980 konnte die Mühle wieder "in Betrieb" gehen.
Mit der Mühle gehört Südhemmern zur Westfälischen Mühlenstraße und zur Mühlenroute. Ausflügler können die Mühle auch von Minden aus mit dem Schiff an der Lände Südhemmern und per Museumseisenbahn nach einem kurzen Fußweg erreichen.

### Kapelle
Ebenfalls sehenswert ist die evangelische Kapelle Maria Magdalena aus dem Jahr 1324.
Der Saal hat eine halbrunde Altar-Nische und einen kleinen Glockenstuhl über dem Westteil. Der Saalbau hat vier mächtige Pfeiler an den Saalecken. Der Dachstuhl ist mit grauen Pfannen gedeckt und auf eine Holzkonstruktion, genannt Knagge gestützt. Im Nordwesten über der Eingangstür, die noch aus der Bauzeit stammt, ragt das Dach weit hinaus.
Auf dem kleinen Kirchhof sieht man die Reste einer Bruchsteinwand und einige alte Grabsteine aus dem 19. Jahrhundert. Eine Kanonenkugel in der Außenwand erinnert an die Schlacht bei Minden 1759. Alle 14 Tage findet ein Gottesdienst in der Kapelle statt.

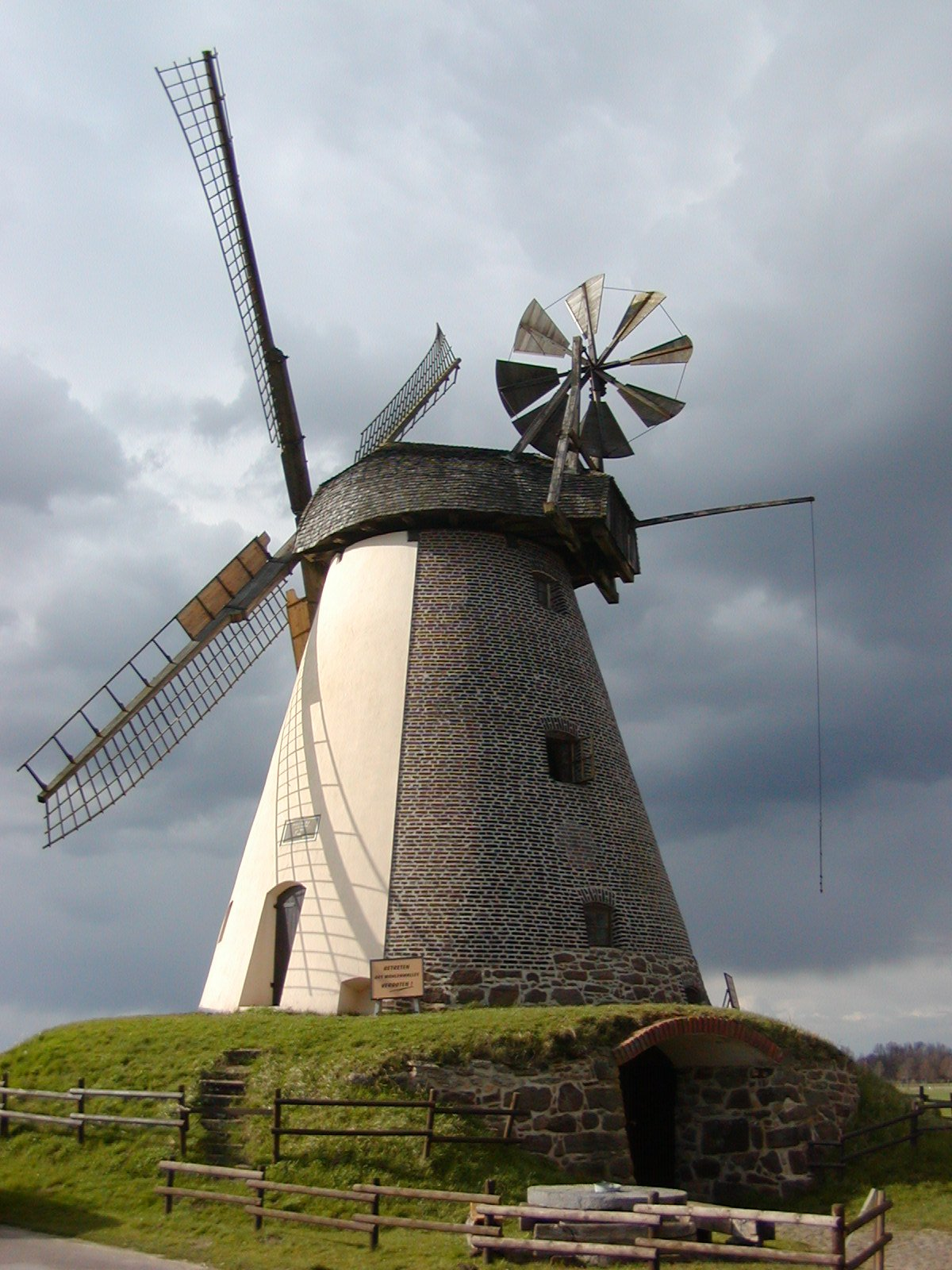
Windmühle Südhemmern
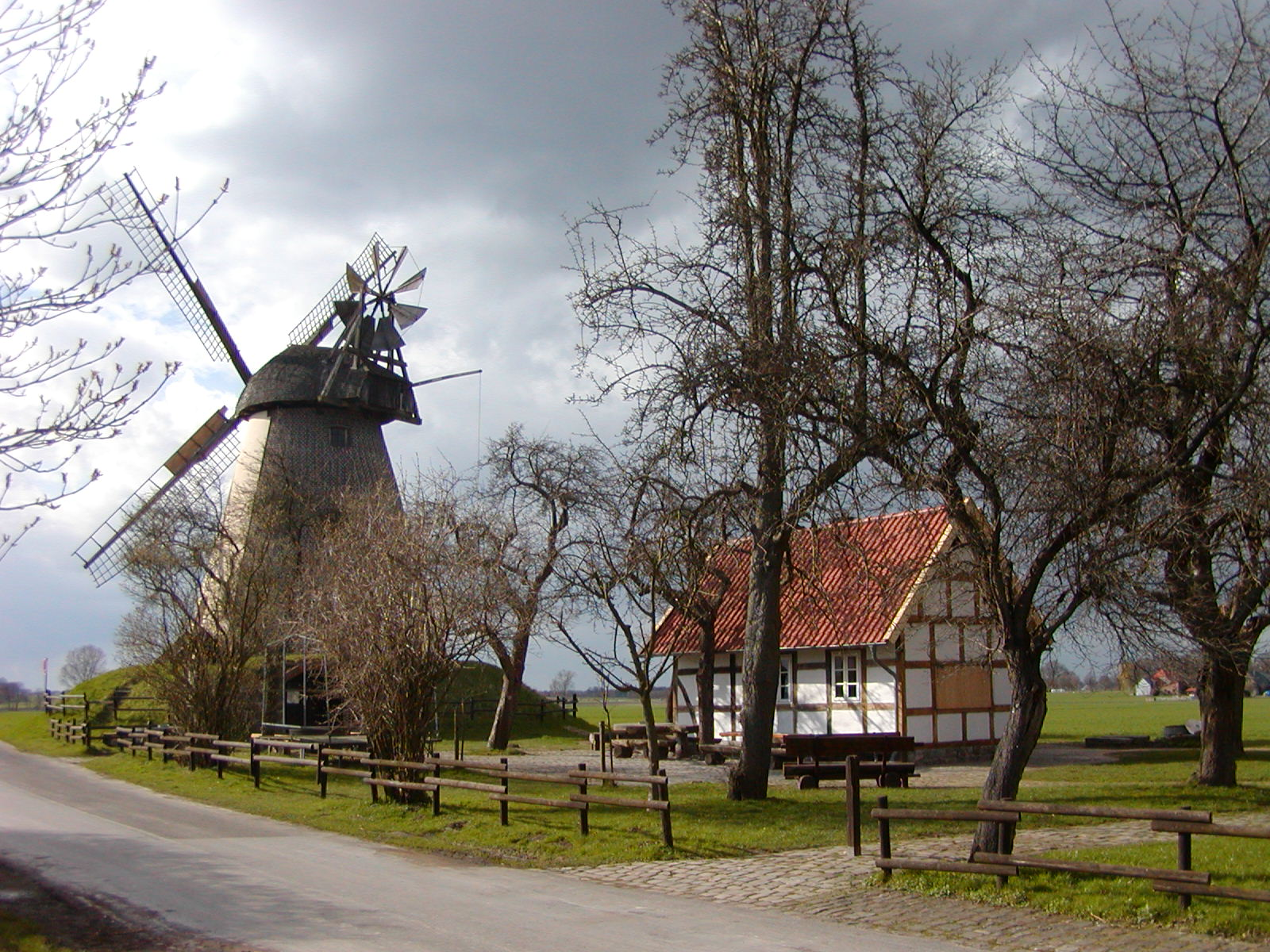
Mühle Südhemmern
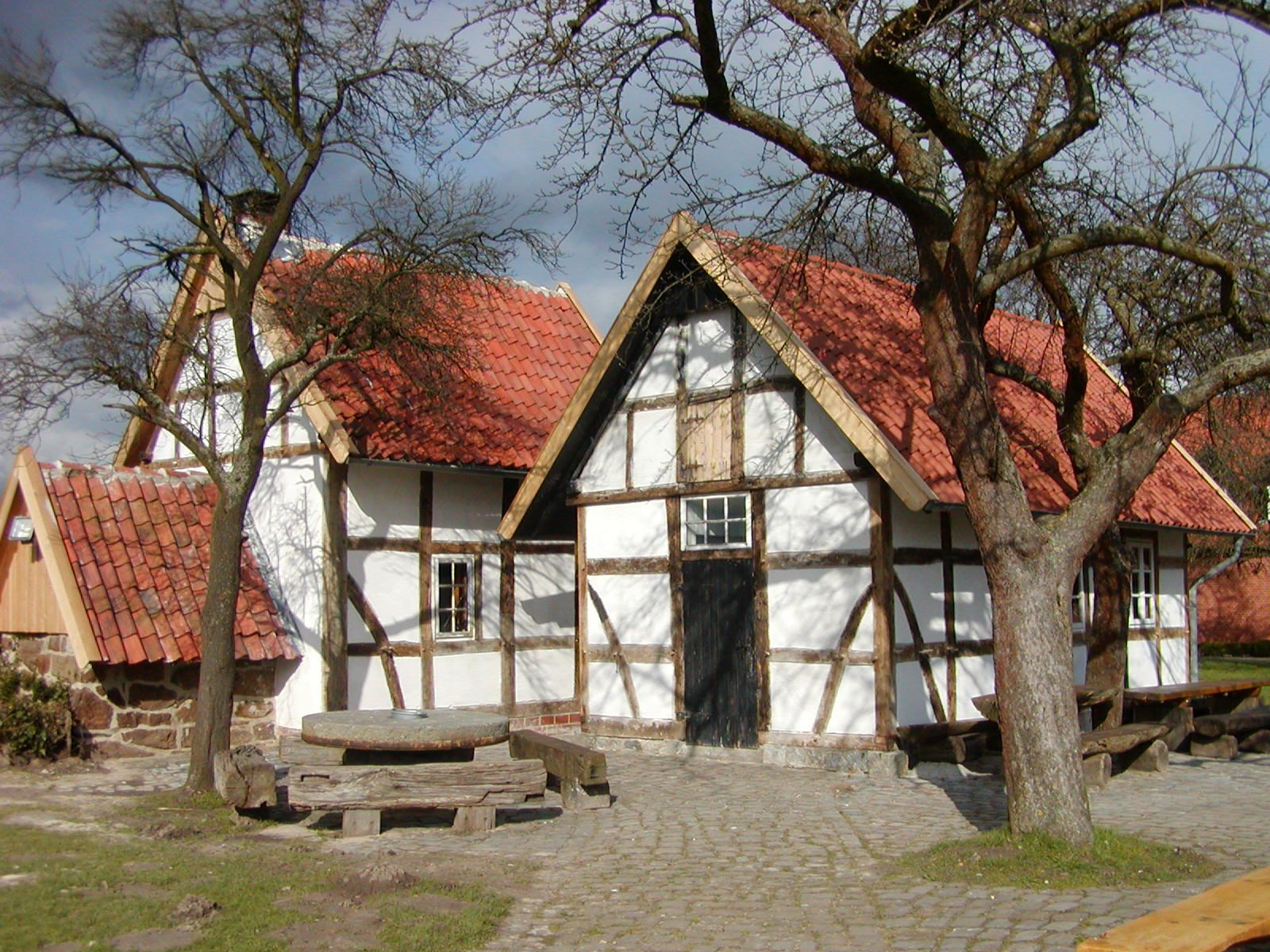
Fachwerkgebäude an der Windmühle Südhemmern
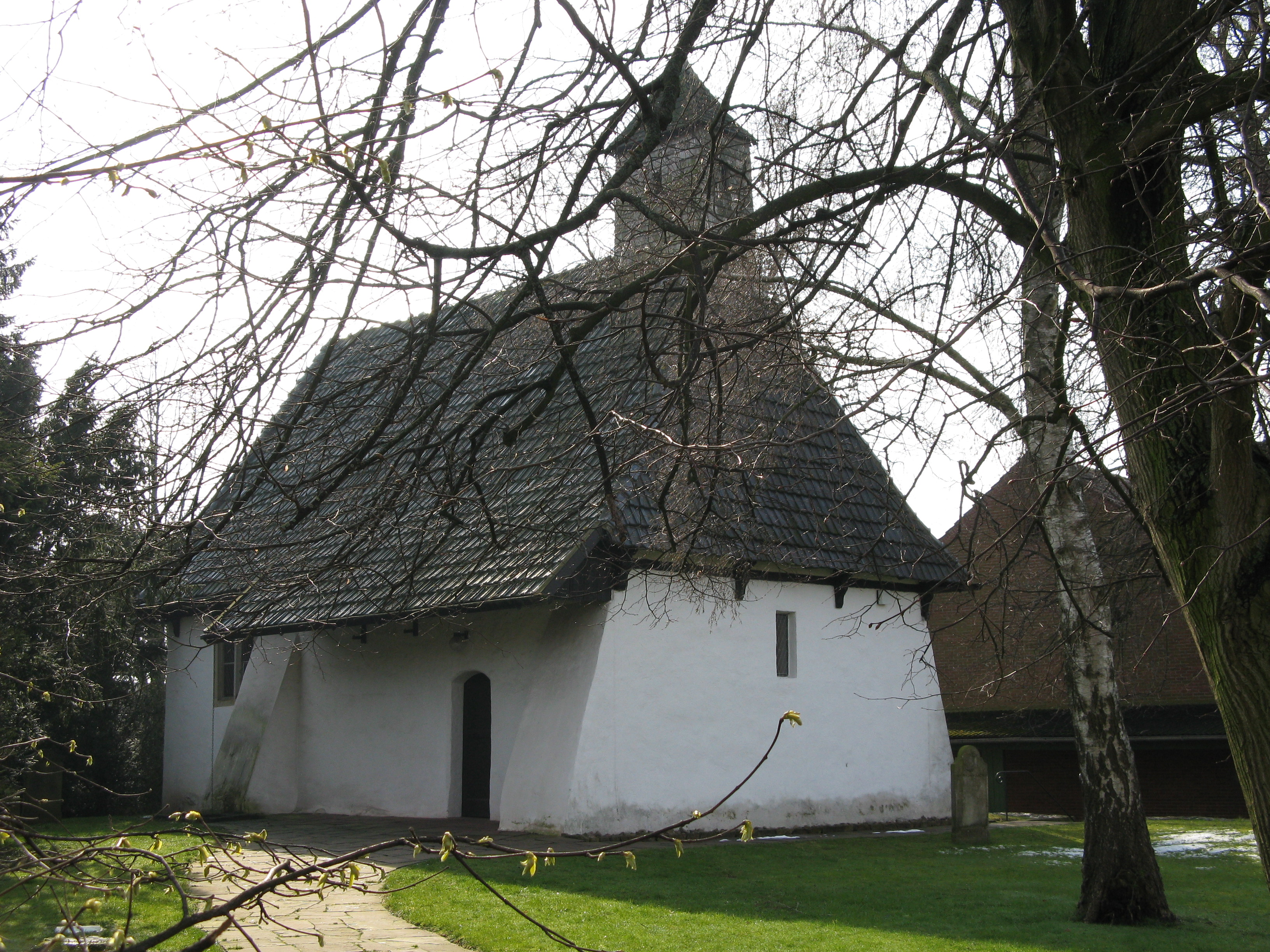
Kapelle
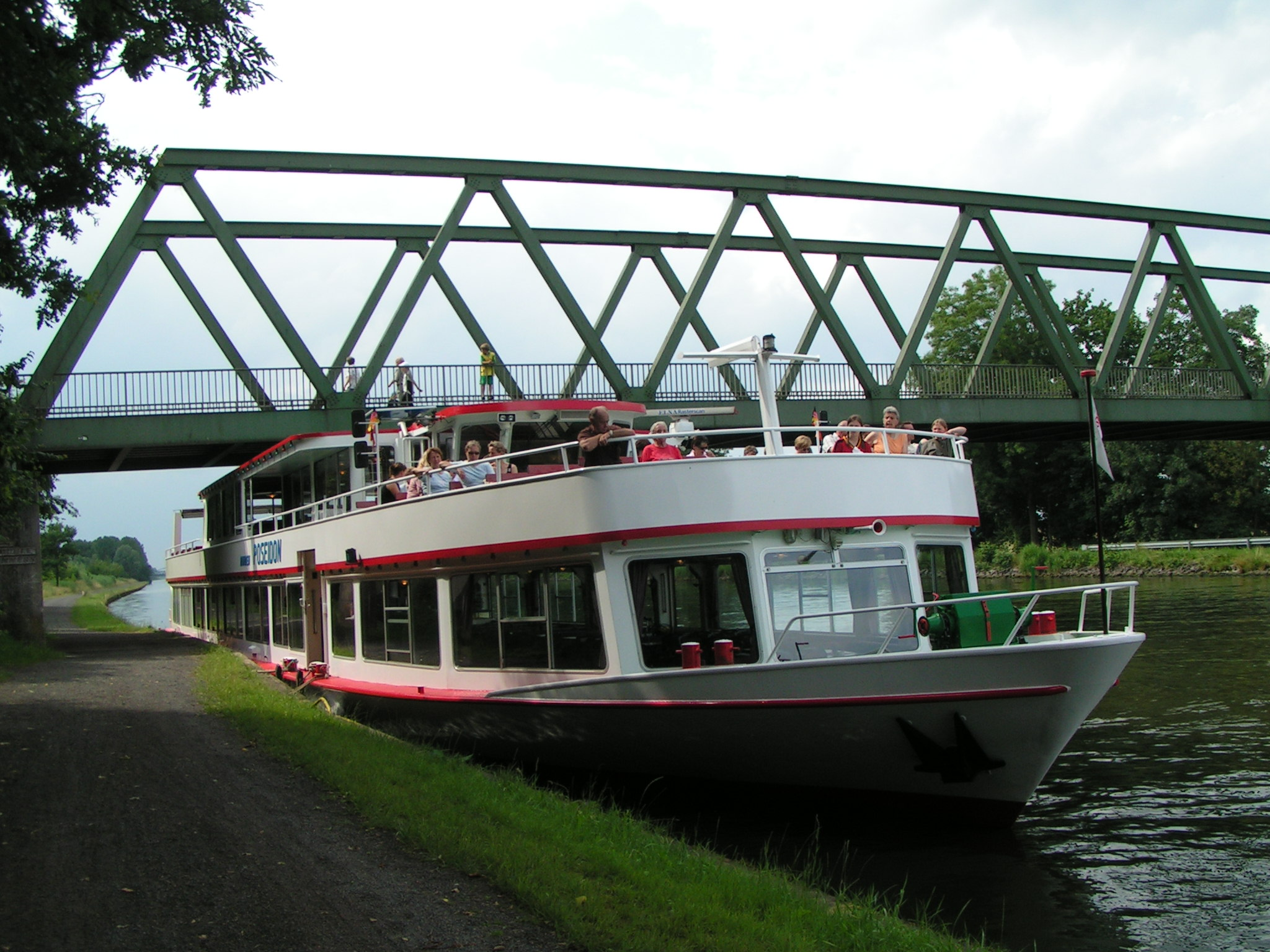
Fahrgastschiff am Anleger Südhemmern
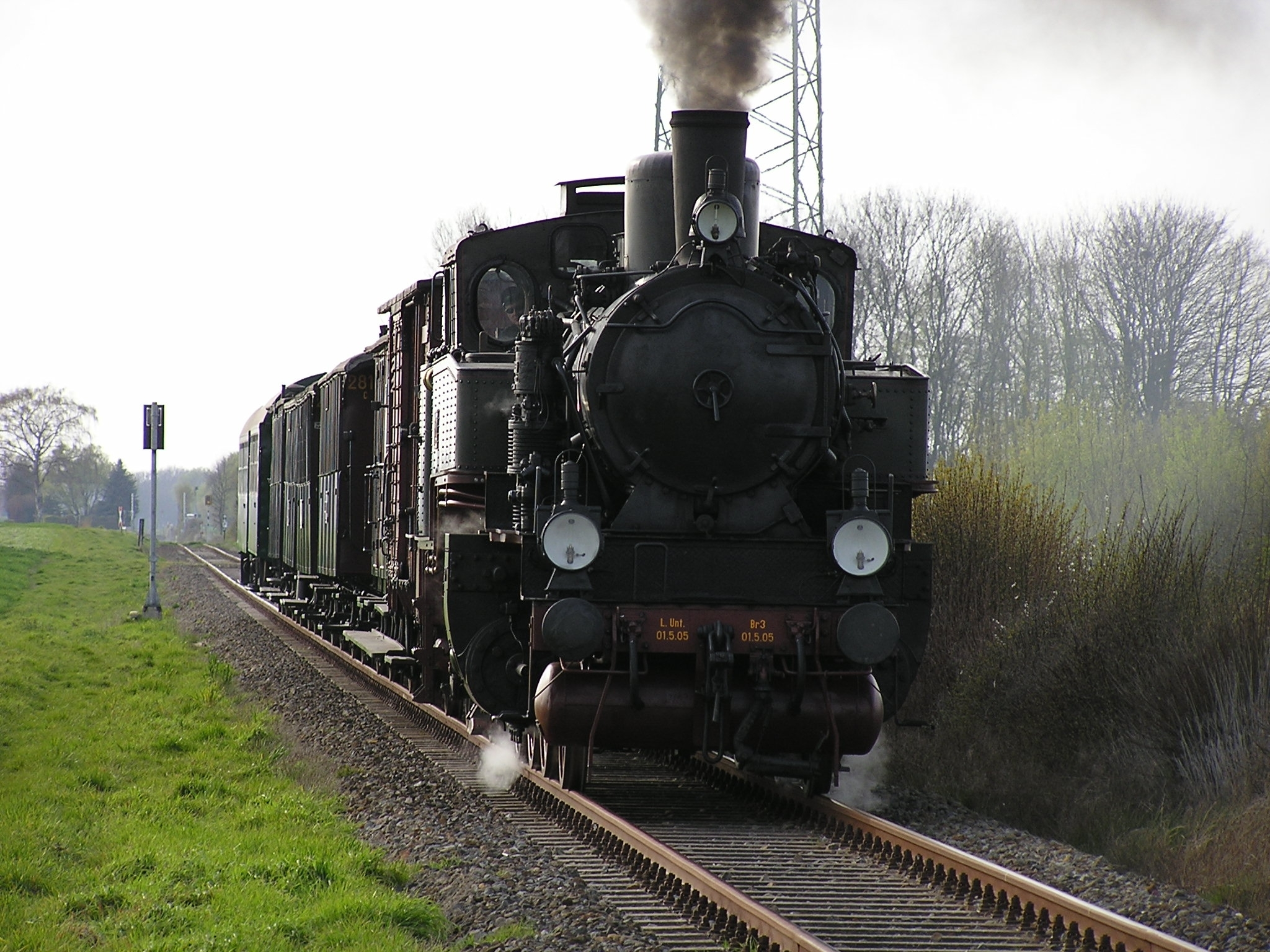
Zug der Museumseisenbahn Minden auf den Gleisen der Mindener Kreisbahnen.